# Rupia

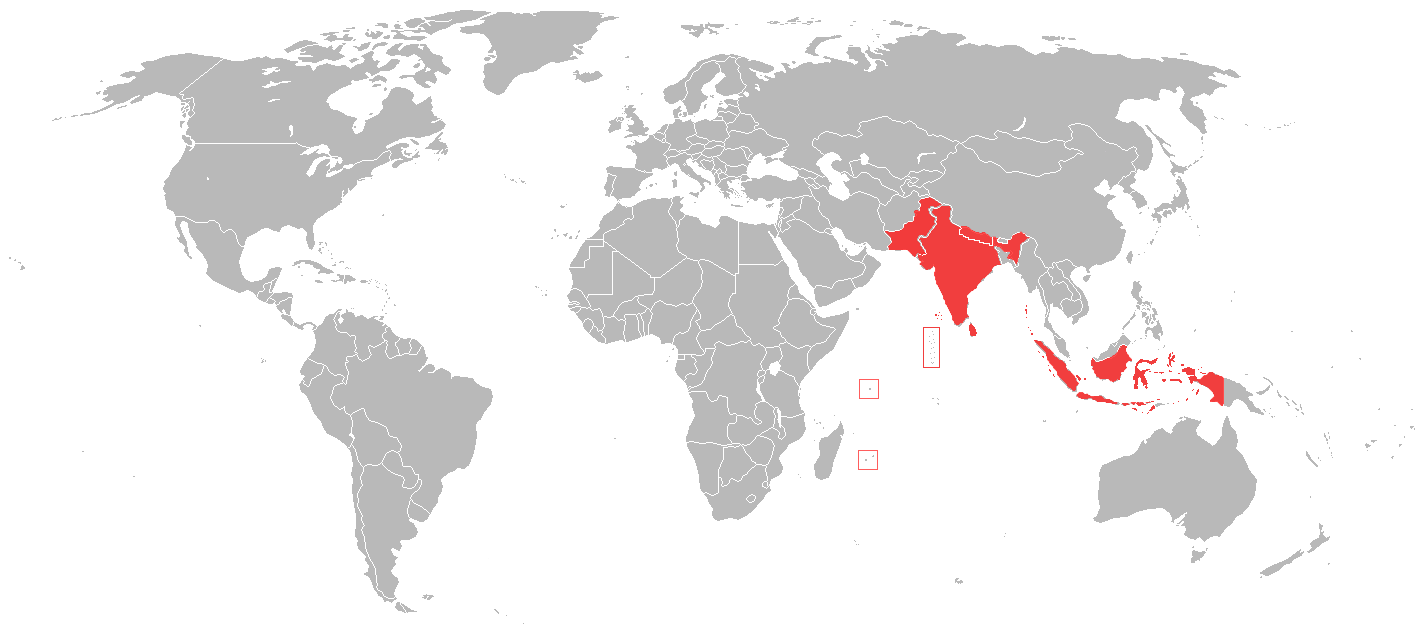
En vermell, estats on «rupia» és el nom de la moneda oficial.

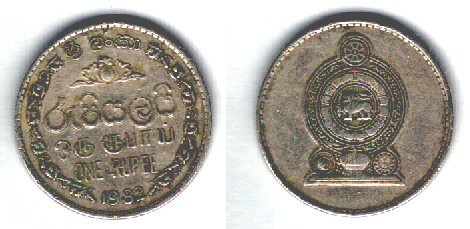
Moneda d'1 rupia de Sri Lanka.

Moneda de 2 rupies pakistaneses.

La rupia (₨ o Rs.) és la unitat monetària de diversos estats del sud d'Àsia i de la costa de l'Índic, concretament de l'Índia, Indonèsia, les Maldives, Maurici, el Nepal, el Pakistan, les Seychelles i Sri Lanka, i també ho fou de l'Afganistan, de Birmània, de l'Àfrica Oriental Alemanya i de l'Àfrica Oriental Britànica.

## Rupies
- Rupia índia
- Rupia indonèsia (es coneix com a rupiah, cognat de l'hindi rupiya)
- Rupia de les Maldives (es coneix com a rufiyah, cognat de l'hindi rupiya)
- Rupia de Maurici
- Rupia nepalesa
- Rupia pakistanesa
- Rupia de les Seychelles
- Rupia de Sri Lanka

### Rupies usades anteriorment
- Rupìa afgana
- Rupia de l'Àfrica Oriental Alemanya
- Rupia birmana
- Rupia del Golf
- Rupia de Hyderabad
- Rupia de l'Índia Francesa
- Rupia de l'Índia Portuguesa

## Etimologia
L'origen del terme "rupia" cal buscar-lo en els mots rūp, rūpā (रूप), rupyakam (रूप्यकम्) que signifiquen "argent" en diverses llengües indoàries com l'urdú. El seu derivat rūpaya es va fer servir per denominar la moneda introduïda per l'emperador Xer-Xah Surí durant el seu govern de l'Índia. La rūpaya originària era una moneda de plata de 178 g de pes. Des d'aleshores s'ha continuat usant, fins i tot durant l'època de la dominació britànica de l'Índia. Tradicionalment estava feta d'argent, metall del qual deriva el nom de la moneda.

## Símbol
Mentre que el caràcter precompost Rs. o ₨ és el símbol utilitzat en l'alfabet llatí per representar la unitat monetària al Pakistan, Maurici, Seychelles, Sri Lanka, i anteriorment a l'Índia. Mentre que per a la rupia d'indonèsia s'utilitza Rp. Al segle XIX, sovint s'utilitzaven els superíndexs tipogràfics {\displaystyle R_{\cdot }^{s}} o {\displaystyle R^{\underline {s}}}.
El símbol de la rupia índia '₹', adoptat oficialment l'any 2010, deriva de la consonant de l'alfabet devanagari "र" (ra) i de la lletra "R" de l'alfabet llatí. La primera sèrie de monedes amb el nou símbol de la rupia es va emetre el 8 de juliol del 2011.
En els alfabets bràmics, la rupia sovint s'abreuja amb el grafema utilitzat per a la primera síl·laba, seguit opcionalment d'una abreviatura circular: En devanagari és र (ra.), en gujarati és રૂ૰ (ru.), en singalès රු (ru) i en telugu és రూ (rū).
Des del 2010 el símbol de la rupia índia és ₹ i el de la rupia nepalesa és रू.
| Llengua   | Paraula                          | Transliteració           | Abreviatura | Unicode                                                             |
| --------- | -------------------------------- | ------------------------ | ----------- | ------------------------------------------------------------------- |
| Hindi     | भारतीय रुपय रुपया                     | Bhāratīya rupayā, rupayā | ₹, Rs       | U+20B9 ₹ , U+20A8 ₨                                                 |
| Panjabi   | ਰਿਪੀਆ (Gurmukhi) روپیہ (Shahmukhi) | rpia, rpiya              |             | U+1BC1 ੨                                                            |
| Gujarati  | રૂપિચો, રૂપિયા                         | rūpiyo, rūpiyā           | રૂ૰          | U+0AB0 ર + U+0AC2 ૂ + U+0AF0 ૰                                       |
| Kanarès   | ರೂಪಾಯಿ                              | rūpāyi                   | ರೂ           | U+0CC4 ೄ signe vocàlic rr                                            |
| Malaiàlam | രൂപ                               | rūpāa                    | രൂ           | ( U+0D30 ര lletra ra ) + ( U+0D42 ൂ signe vocàlic uu )               |
| Tàmil     | ரூபாய்                              | rūbāy                    | ரூ           | ( U+0BB0 ர lletra ra ) + ( U+0BC2 ூ signe vocàlic uu )               |
| Telugu    | రూపాయి                              | rūpāyi                   | రూ           | ( U+0C30 ర lletra ra ) + ( U+0C42 ూ signe vocàlic uu )               |
| Singalès  | රුපියල                             | rupiyala                 | රු           | (U+0DBB ර lletra rayanna) + (U+0DD4 ු signe vocàlic ketti paa-pilla) |

U+3353 ㍓  és una versió quadrada de ルピー rupī, la paraula japonesa per "rupia". Està pensat per a la compatibilitat CJK.
Cap altre símbol o abreviatures de rupia té punts de codi dedicats. La majoria s'escriuen com a lligadures utilitzant la tècnica de combinació diacrítica: per exemple, la rupia nepalesa रू s'escriu amb U+0930 र  més U+0942 ू .

## Subdivisions
La rupia de Maurici i la de Sri Lanka es subdivideixen en 100 cèntims. La rupia nepalesa es subdivideix en cent paisas (tant en singular com en plural) o quatre sukas o dos mohors.
A l'Índia la decimalització es va introduir el 1957 i al Pakistan el 1961, per tant des del 1957 una rupia índia es divideix en 100 paise. El paisa decimal s'anomenava originalment naya paisa que significa "nou paisa" per distingir-lo de l'antic paisa que tenia un valor més alt, d'1⁄64 part de rupia. La paraula naya es va abandonar l'any 1964. Mentre que les es quantitats grans de rupies sovint es compten en lakhs (100.000), crores (10.000.000) i arabs (1.000.000.000).
| Estat      | Moneda                  | Símbol                | Codi ISO 4217 | Unitat menor         | Entrada en vigor | Moneda anterior                                                     |
| ---------- | ----------------------- | --------------------- | ------------- | -------------------- | ---------------- | ------------------------------------------------------------------- |
| Índia      | Rupia índia             | ₹                     | INR           | Paisa = 1⁄100 rupies | 1540             |                                                                     |
| Indonèsia  | Rupia indonèsia         | Rp                    | IDR           | Sen = 1⁄100 rupies   | 1949             | Florí de les Índies Neerlandeses i Rupia de les Índies Neerlandeses |
| Maldives   | Rupia de les Maldives   | Rf, MRf, MVR, .ރ o /- | MVR           | Laari = 1⁄100 rupies | 1945             | Rupia de Ceilan o rupia singalesa                                   |
| Maurici    | Rupia de Maurici        | Rs, रु                 | MUR           | Cent = 1⁄100 rupies  | 1876             | Rupia índia, Lliura esterlina, Dollar de Maurici                    |
| Nepal      | Rupia nepalesa          | रू                     | NPR           | Paisa = 1⁄100 rupies | 1932             | Mohar nepalès                                                       |
| Pakistan   | Rupia pakistanesa       | Rs                    | PKR           | Paisa = 1⁄100 rupies | 1947             | Rupia índia (abans de la partició de l'Índia)                       |
| Seychelles | Rupia de les Seychelles | SR, SRe               | SCR           | Cent = 1⁄100 rupies  | 1976             | Rupia de Maurici                                                    |
| Sri Lanka  | Rupia de Sri Lanka      | Rs, SLRs, රු, ௹        | LKR           | Cent = 1⁄100 rupies  | 1885             | Rupia índia, Lliura esterlina, Rixdollar de Ceilan                  |

## Història

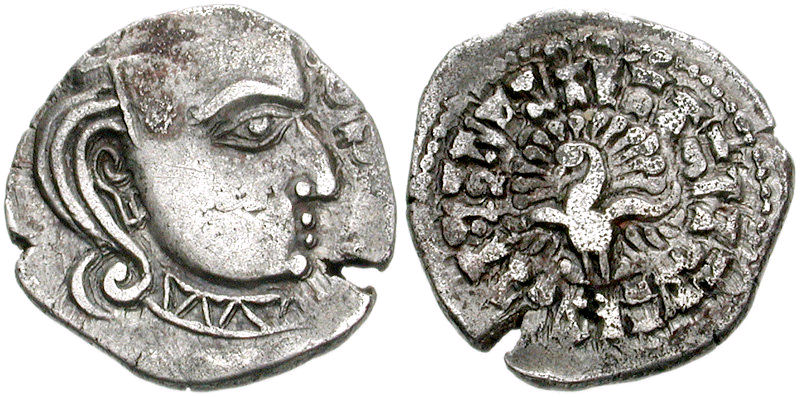
Moneda de plata de Skandagupta de l'imperi Gupta coneguda com a rūpaka (en sànscrit: रूपक), amb un paó al revers (455-467 dC.)

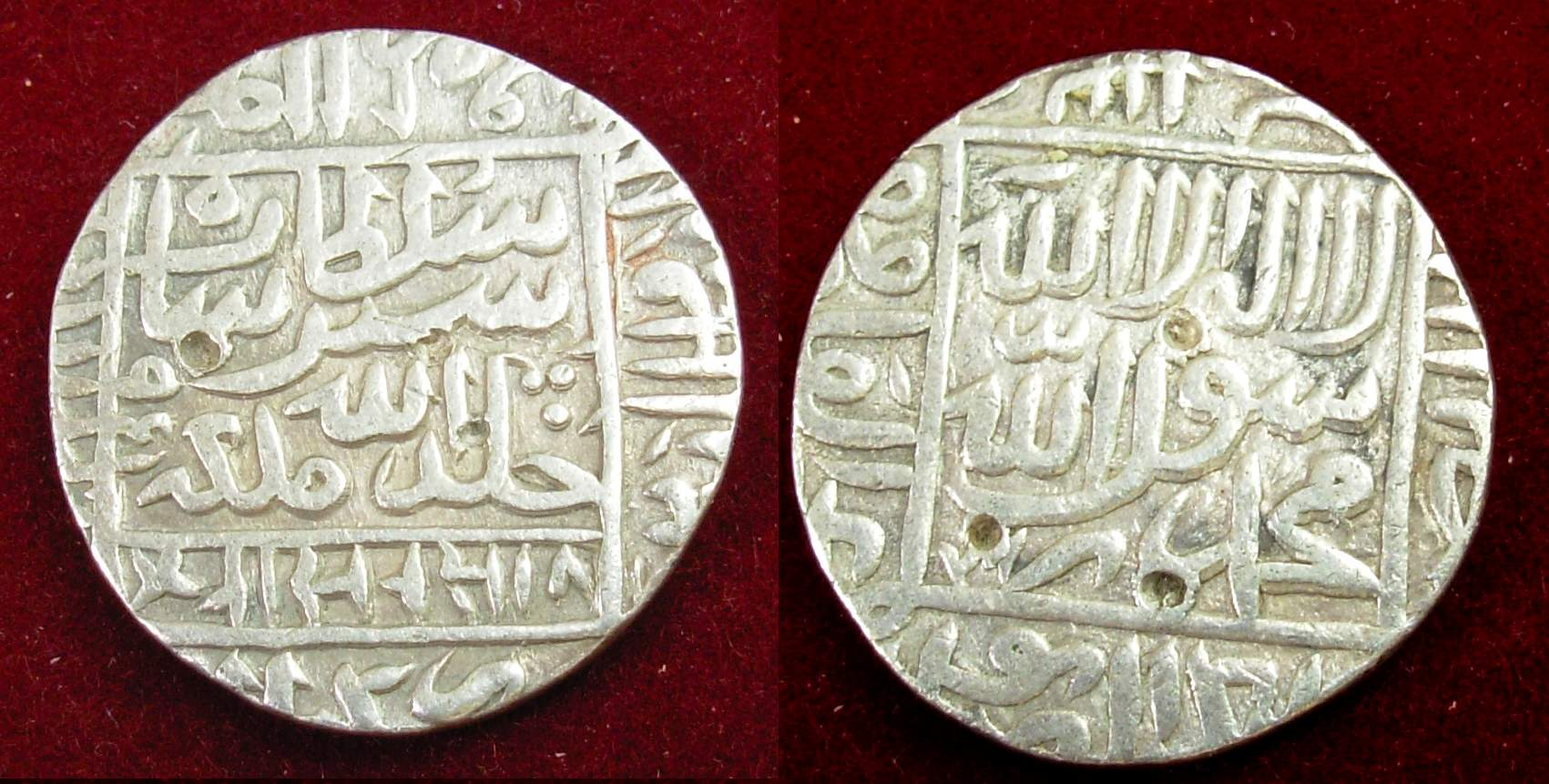
Rupia índia emesa per Xer-Xah Surí (1540–1545)

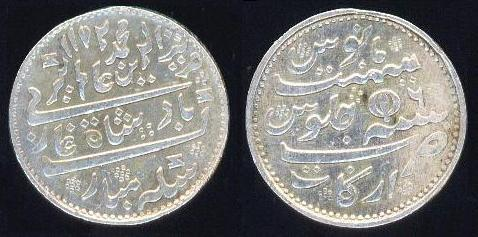
Antiga rupia índia d'argent de Madràs (1817-1835)

### Índia
La història de la rupia es remunta a l'antiga Índia cap al segle III aC. L'antiga Índia va ser un dels primers emissors de monedes del món, juntament amb l'estatera de Lídia, diverses altres monedes d'Orient Mitjà i el wen xinès. El terme prové de rūpya, un terme sànscrit per a moneda d'argent, del sànscrit rūpa, forma bella.
A l'Arthashastra, tractat de l'antiga Índia sobre govern, política i estratègia militar escrit per Chanakya, conseller en cap del primer emperador Maurya Chandragupta Maurya (c. 340–290 aC), esmenta les monedes d'argent com a rūpyarūpa, i altres tipus com ara monedes d'or (rūpya-suvarṇa), monedes de coure (tāmrarūpa) i monedes de plom (sīsarūpa). On rūpa s'utilitza en el significat de forma. Aquest sistema d'encunyació va continuar més o menys al subcontinent indi fins al segle xx.
Durant el regnat de Xer-Xah Surí de la dinastia Suri, va establir una nova administració cívica i militar al nord de l'actual Índia i va emetre una moneda d'argent, amb un pes de 178 grams, que també es va anomenar Rupiya. L'ús de la moneda de la rupia va continuar sota l'imperi Mogol amb el mateix estàndard i pes, tot i que alguns governants després de l'emperador Akbar van emetre ocasionalment rupies més pesades.
Les potències europees van començar a encunyar monedes ja a mitjans del segle XVII, sota el patrocini de l'imperi Mogol.
Les monedes d'or britàniques s'anomenaven "carolina", les monedes d'argent "anglina" les de coure "cupperoon" i les de llauna "tinny". Les monedes de Bengala es van desenvolupar a l'estil mogol i les de Chennai majoritàriament a l'estil del sud de l'Índia. Les monedes britàniques de l'Índia occidental es van desenvolupar amb els patrons mogols i britànics. Va ser a partir de l'any 1717 que els britànics van obtenir el permís de l'emperador Farrukh-siyar per encunyar diners mogols a la seca de Bombai. A principis de 1830, els britànics ja s'havien convertit en la potència dominant a l'Índia i van començar a encunyar moneda de manera independent. La Llei d'encunyació de 1835 preveia una moneda uniforme per a tota l'Índia. Les noves monedes portaven l'efígie de Guillem IV a l'anvers i el valor al revers en anglès i persa. Les monedes emeses després del 1840 portaven el retrat de la reina Victòria. La primera moneda sota la corona britànica es va emetre el 1862 i el 1877 la reina Victòria va assumir el títol d'emperadriu de l'Índia. La proporció or-plata es va expandir durant 1870-1910. A diferència de l'Índia, la  Gran Bretanya emprava el patró or.

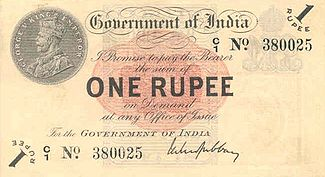
Bitllet d'una rupia emès el 1917.

L'accés al tron el 1911 del rei Jordi V va donar lloc a la famosa "rupia de porc". A la moneda, el rei va aparèixer amb una túnica amb l'empremta d'un elefant, però al tractar-se d'un gravat pobre, l'elefant més aviat semblava un porc. La població estava enfurismada i es va haver de redissenyar ràpidament una nova imatge. La forta escassetat aguda d'argent durant la Primera Guerra Mundial, va portar a la introducció del paper moneda d'una rupia i dues rupies i mitja. Les monedes d'argent de denominacions més petites van ser emeses en cuproníquel. La compulsió de la Segona Guerra Mundial va portar a experiments on la rupia estàndard va ser substituïda per l'anomenat "Aliatge d'argent quaternari". Aquestes monedes es van emetre a partir de 1940. El 1947 aquestes van ser substituïdes per monedes de níquel pur.
A l'Índia, la "sèrie Anna" es va introduir el 15 d'agost de 1950. Aquesta va ser la primera encunyació de la Índia. La imatge del rei va ser substituït per l'emblema del Capitell dels Lleons d'Aixoka. Una garba de blat de moro va substituir el tigre a la moneda d'una rupia. El sistema monetari es va mantenir amb una rupia formada per 16 Annes. La Llei d'Encunyació índia de 1955, que va entrar en vigor a partir de l'1 d'abril de 1957, va introduir una "sèrie decimal". La rupia es va dividir en 100 Paisa en comptes de 16 Annes o 64 Peces. Les monedes de "Naye Paise" (noves Paises) es van encunyar amb les denominacions d'1, 2, 5, 10, 20 i 50 Naye Paise. Tant la sèrie Anna com les monedes Naye Paise van ser vàlides fins al 1968, les monedes noves es van anomenar només Paisa en lloc de Naye Paise perquè ja no eren noves.
Amb la gran inflació dels anys seixanta del segle xx, les monedes de petites denominacions que estaven fetes de bronze, níquel-llautó, cuproníquel i alumini-bronze es van encunyar gradualment només en alumini. Aquest canvi va començar amb la introducció de la nova moneda hexagonal de 3 Paises. El 1968 es va introduir una moneda de 20 Paises, però no va tenir gaire popularitat. Durant un període, les consideracions de cost-benefici van portar a la interrupció gradual de les monedes d'1, 2 i 3 paises als anys setanta. La moneda d'acer inoxidable de 10, 25 i 50 paises es va introduir el 1988 i d'una rupia el 1992. Els costos considerables de la gestió de les emissions de bitllets d'1, 2 i 5 rupies van portar a la conjunció gradual d'aquestes denominacions en el dècada de 1990.

### Àfrica oriental, Aràbia i Mesopotàmia
A l'Àfrica oriental, Aràbia i Mesopotàmia, la rupia i les seves monedes subsidiàries van ser utilitzades en diverses èpoques. L'ús de la rupia a l'Àfrica oriental es va estendre des de Somalilàndia al nord fins a la Colònia de Natal al sud. A Moçambic, les rupies britàniques de l'Índia van ser sobreencunyades, i a Kenya la Companyia Imperial Britànica de l'Àfrica Oriental va encunyar rupies i les seves fraccions, anomenada besa.
La rupia índia va ser la moneda oficial de Dubai i Qatar fins al 1959, quan l'Índia va crear una nova rupia del Golf (també coneguda com a "rupia externa") per dificultar el contraban d'or. La rupia del Golf va ser de curs legal fins al 1966, quan l'Índia va devaluar significativament la rupia índia i es va establir el riyal de Qatar per proporcionar estabilitat econòmica.

### Les Colònies de l'Estret
Les Colònies de l'Estret van ser originalment un valor atípic de la Companyia Britànica de les Índies Orientals. El dòlar espanyol ja s'havia apoderat dels assentaments de l'estret quan van arribar els britànics al segle XIX. La Companyia Britànica de les Índies Orientals va intentar introduir la rupia al seu lloc però aquests intents no van reeixir, i el 1867, quan el govern britànic va prendre el control directe dels assentaments de l'estret, els intents d'introduir la rupia es van abandonar.

### Tibet
Fins a mitjans del segle xx, la moneda oficial del Tibet també era coneguda amb el nom de rupia tibetana.

## Rupies fictícies

Rupies utilitzades al The Legend of Zelda.

Les Rupees són la unitat monetària a la saga de videojocs The Legend of Zelda, desenvolupada per Nintendo. Aquestes són mostrades com a gemmes translúcides de diferents mides i colors.
També la rupia és la unitat monetària fictícia utilitzada al videojoc d'acció i aventura Far Cry 4, distribuït per Ubisoft.